# Edgar Wallace
Richard Horatio Edgar Wallace (1. dubna 1875, Greenwich, Londýn – 10. února 1932, Beverly Hills, Kalifornie, USA) byl anglický spisovatel, scenárista, dramatik a novinář nazývaný králem anglické detektivky.

## Život

### Původ a novinářské začátky
Narodil se roku 1875 v Londýnské čtvrti Greenwich. Jeho fyzickými rodiči byla herečka Polly Richardsová a herec Richard Horatio Edgar Marriott, který použil falešné jméno Walter Wallace při zápisu do matriky. Matka chlapce hned po narození odložila do nalezince, kde jej po devíti dnech adoptoval jako své jedenácté dítě nosič na londýnském rybím trhu Dick Freeman.
Již v 11 letech (po absolvování čtyř tříd) opustil školu a začal pracovat. Zpočátku se živil dosti podřadnou prací (roznášel mléko a noviny, prodával květiny a boty, pracoval v tiskárně a v továrně na pryž, stavěl silnice, byl poslíčkem i kuchtíkem na moři), ale v osmnácti letech vstoupil do britské armády, kde v letech 1893 až 1896 sloužil u jednotky Royal West Kent Regiment. Roku 1896 byl odvelen do Jižní Afriky, kde působil u sanitního oddílu a pod vlivem povídek o Jacku Rozparovači se pokoušel o vlastní literární tvorbu. Seznámil se s reverendem Williamem Shawem Caldecottem z Kapského Města, který byl spisovatelem a pomáhal mu v jeho úsilí. K psaní ho povzbudilo i osobní setkání s Rudyardem Kiplingem. Začal přispívat do různých novin a časopisů a také psal básně s válečnou tematikou, které vydal roku 1898 jako svůj knižní debut pod názvem The Mission That Failed (Mise, která selhala).
Po propuštění z armády roku 1899 začal pracovat v Johannesburgu jako dopisovatel pro tiskovou agenturu Reuters a pro londýnský deník Daily Mail. Svými články o brutalitě britské armády během druhé búrské války však natolik popudil jejího velitele, maršála Horatia Herberta Kitchnera, že mu zakázal pracovat jako válečný zpravodaj.
Roku 1901 se oženil s Ivy Caldecottovou a pár se brzy poté vrátil do Londýna. Jejich první dítě, dcera Eleanor, náhle zemřela na meningitidu v roce 1903. V následujícím  roce se jim narodil syn Bryan Edgar a v roce 1908 dcera Patricia.

### Úspěšný autor špionážních a detektivních příběhů
V Londýně Wallace pracoval pro Daily Mail a začal psát detektivky, aby si rychle vydělal peníze. Tehdy si pořídil dům na Tressillian Crescent č. 6, ve kterém bydlel až do své smrti. Během rusko-japonské války v letech 1904 – 1905 získal mnoho poznatků o práci ruských a britských špiónů operujících ve Španělsku a v Portugalsko, když působil jako dopisovatel Daily Mail ve Vigu.
Svůj první román Čtyři spravedliví (The Four Just Men) o skupině mužů beroucích zákon do vlastních rukou vydal vlastním nákladem roku 1905. Kniha měla úspěch, ale kvůli špatné propagaci skončila pro autora finančním neúspěchem. V roce 1907 byl propuštěn z Daily Mail, protože  novinám  hrozily žaloby pro urážku na cti  kvůli některým jeho článkům.  Wallace byl na pokraji bankrotu, měl problém uživit rodinu. Vše se uspokojivě vyřešilo až roku 1911 po vydání románu Sanders (Sanders of the River), prvního svazku jeho detektivní série z Afriky s komisařem Sandersem, jeho zástupcem poručíkem Bonesem a domorodým náčelníkem Bosambem. Touto knihou zahájil svoji řadu neustálých literárních úspěchů. Napsal více než 100 příběhů z exotického prostředí, které se velmi dobře prodávaly. 
Období od roku 1908 do roku 1932 bylo nejplodnější ve Wallaceově životě. Zpočátku psal hlavně proto, aby uspokojil věřitele ve Velké Británii a Jihoafrické republice.  Úspěch jeho knih také přispěl k rehabilitaci jeho pověsti novináře.  Začal podávat zprávy z dostihových kruhů. Psal pro Week-End a Evening News, stal se redaktorem Week-End Racing Supplement, založil si vlastní dostihové noviny Bibury's a R. E. Walton's Weekly a koupil si mnoho vlastních dostihových koní. Dne 6. června 1923 se Edgar Wallace stal prvním britským rozhlasovým sportovním reportérem, když vytvořil reportáž o Derby  v Epsomu pro British Broadcasting Company, nově založenou předchůdkyni BBC. V roce 1923 byl zvolen předsedou londýnského Tiskového klubu.

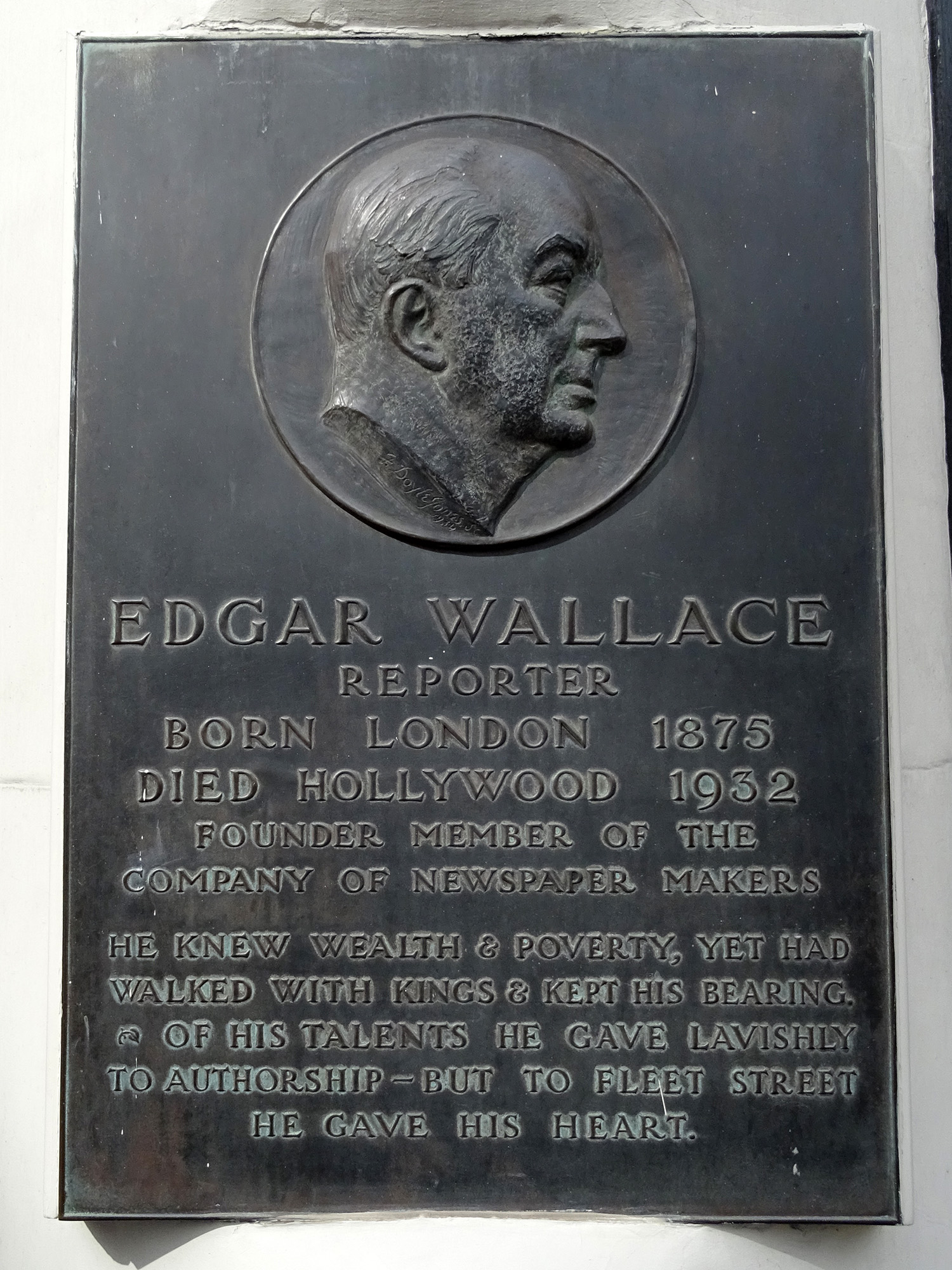
Pamětní deska v Londýně, na rohu ulic Ludgate Circus a Fleet Street, kde pracoval jako novinář

Během roku 1916 se manželům Wallaceovým  narodil syn Michael Blair Wallace.  Roku 1918 skončilo jeho první manželství rozvodem. V roce 1921 se oženil podruhé, tentokrát se svojí o dvacet tři let mladší sekretářkou Violet. V roce 1923 se jim narodila dcera Margaret Penelope June (známá jako Penny Wallace). Jeho první manželka Ivy, s níž zůstal v přátelském vztahu, zemřela v roce 1926
Nejslavnější román Zelený lučištník (The Green Archer), příběh napsaný v duchu gotického románu, napsal roku 1923 a díky němu stal se nejvydávanějším autorem své doby. Jeho produktivita byla ohromující (vydal 175 knih, napsal dvacet čtyři divadelních her a v novinách otiskl nespočetné množství článků), což vedlo k podezření, že vlastnil (obdobně jako Alexandre Dumas starší) tzv. továrnu na romány a pod díla jiných se jen podepisoval. To se však nikdy nepotvrdilo. Byl velmi pilný, denně napsal minimálně 30 stran.   Nikdy si nedělal ke knihám předem poznámky o průběhu děje a jednotlivých zápletkách. První stránky textu napsal vždy vlastní rukou, dál pak diktoval sekretářce nebo do diktafonu. Denně pracoval mnoho hodin, každou půlhodinu vypil šálek čaje a nepřetržitě kouřil cigarety.
Po velkém úspěchu svého románu  Maska (The Ringer) z roku 1928  byl Wallace jmenován předsedou filmové produkční a distribuční společnosti  British Lion Film Corporation.  Smlouva mu zajišťovala roční plat, podíl na akciích a zisku  společnosti. Prohrál však také  mnoho tisíc v hazardních hrách, utratil velké sumy za extravagantní životní styl a nahromadil značné dluhy. 

### Smrt v Americe
V roce 1931 se neúspěšně pokusil proniknout do parlamentu jako člen Liberální strany. Krátce na to odjel do Ameriky a začal pracovat  jako filmový scenárista pro RKO Pictures v Hollywoodu. Příkladem je  scénář pro britský film Pes baskervillský (The Hound of the Baskervilles), který napsal roku 1931 podle románu sira Arthura Conana Doyleho. Začátkem roku 1932 začal pracovat na scénáři pro americký film King Kong. Pochází však od něj pouze námět, protože 10. února  zemřel na cestě do Hollywoodu na zápal plic v kombinaci s cukrovkou.  Byl pochován na hřbitově Little Marlow  v malé vesničce Ferm v Buckinghamshire.
Violet Wallaceová přežila svého manžela o pouhých 14 měsíců. Zemřela náhle v dubnu 1933 ve věku 33 let. Svůj podíl na Wallaceově pozůstalosti  odkázala své dceři Penelope  (Penny), která se sama živila jako autorka mysteriózních a kriminálních románů.  Společně s manželem Georgem Halcrowem spravovala otcovu pozůstalost a  literární odkaz. V roce 1969 založili Společnost Edgara Wallace, která má členy ve dvaceti zemích. 

## Dílo
Wallace byl prvním britským autorem detektivních románů, který jako své hrdiny použil policisty, nikoli amatérské detektivy, jak to dělala většina ostatních spisovatelů té doby. Většina jeho románů jsou nezávislé samostatné příběhy. Mají většinou jednotné schéma a zápletka bývá i naivní: policejní inspektor pátrá po zločincích, kteří spáchali nějaký zločin na větší skupině lidí, buď z důvodu honby za penězi nebo proto, že někoho nenávidí natolik, že se ho snaží zničit zvlášť rafinovaným způsobem i za použití speciálních mučení. Napsal více než 170 románů, mnohé z nich byly zfilmovány. Psal také divadelní hry, bylo jich více než dvacet.
Je považován za tvůrce kriminálního thrilleru. Ve svých dílech se dokázal odpoutat od vzoru velkého detektiva vytvořeného Edgarem Allanem Poem a zaměřil se spíše na popis policejního aparátu. Mnoho z jeho děl bylo zfilmováno (existuje téměř sto šedesát titulů natočených podle jeho námětu, např. Zelený lučištník byl zfilmován třikrát). Existuje také řada rozhlasových adaptací. 

## Výběrová bibliografie
V následujícím seznamu jeho děl jsou uvedena jen ta, která vyšla česky a u kterých je znám název a rok vydání anglického originálu.
- Čtyři spravedliví (1905, The Four Just Men), česky 1928, 1940, 1994 a 1999 jako Muž nad zákon
- Dědicové miliónů (1908, Angel esquire), česky 1929
- Rada spravedlnosti (1908, The Council of Justice), česky 1930, pokračování knihy Čtyři spravedliví
- Evin ostrov (1909, Eve's Island), česky 1937 a 1999
- Vévoda z předměstí (1909, The Duke in the Suburbs), česky 1929
- Spolek devíti (1910, The Nine Bears), česky 1931 a 1993
- Sanders (1911, Sanders of the River), česky 1933, 1948 a 1998
- Čtvrtý mor (1913, The Fourth Plague), česky 1929 a 1997
- Šedivý Timothy (1913, The Grey Timothy), česky 1930, 1991 jako Šejdíř Pinlow a 1995
- Řeka diamantů (1913, The River of Stars), česky 1928, příběh ze série o komisaři Sandersovi
- Bosambo (1914, Bosambo of the River), česky 1933, 1948 a 1999, příběh ze série o komisaři Sandersovi
- Bones (1915, Bones), česky 1937
- Muž, jenž koupil Londýn (1915, The Man Who Bought London), česky 1930
- Splacený dluh (1916, A Debt Discharged), česky 1929, 1940 a 1995
- Dům hrůzy (1917, The Secret House), česky 1992
- Katuška a deset (1917, Kate Plus 10), česky 1928 a 1932
- Vyděrač (1917, The Secret House), česky 1928
- Spravedliví muži z Cordovy (1917, The Just Men of Cordova), česky 1992
- Zelený rez (1917, The Green Rust), česky 1928
- Pod žhavým sluncem (1918, Lieutenant Bones), česky 1927 a 1999
- Krádež v expresu (1918, Down under Donovan), česky 1930 a 1994
- Muž, jenž všecko věděl (1918, The Man Who Knew), česky 1930
- Křížový spodek (1920, Jack O'Judgment), česky 1928, 1932 a 1994
- Tři spravedliví (1921, Again the Three Just Men), česky 1928 jako V hadím obětí a 1929 a 1999 jako Detektivní ústav Tří spravedlivých, pokračování knihy Rada spravedlnosti
- Kniha všemohoucnosti (1921, The Book of All-Power), česky 1929 a 1999
- Vyzáblý dědic (1921, Bones in London), česky 1932 a 1996, příběh ze série o komisaři Sandersovi
- Anděl hrůzy (1922, The Angel of Terror), česky 1998
- Padesát pět (1922, Flying Fifty-five), česky 1929 a 1994
- Pán černých králů (1922, Sandi the Kingmaker), česky 1930 a 1939, příběh ze série o komisaři Sandersovi
- Údolí duchů (1922, The Valley of Ghosts), česky 1925
- Záhada podzemí (1923, The Clue of the New Pin), česky 1928
- Zelený lučištník (1923, The Green Archer), česky 1927, 1929, 1936, 1946, 1991 a 1995
- Ztracený milion (1923, The Missing Million ), česky 1925 a 1997
- Mrtvé oči Londýna (1924, The Dark Eyes Of London), česky 1929, 1985 a 1992
- Pokoj č. 13 (1924, Room 13), česky 1928, 1996 a 1999
- Signály přes údolí (1924, The Three Oak Mystery), česky 1928, 1929, 1997 a 2009
- Tajemný Dan (1924, Double Dan), česky 1930
- Tvář v noci (1924, The Face in the Night), česky 1926
- Lovec hlav (1924, The Hairy Arm), česky 1938 a 1991
- Modrá ruka (1925, The Blue Hand), česky 1928, 1930 a 1997
- Vládce temnot (1925, A King by Night), česky 1928 a 1996
- Žabí bratrstvo (1925, The Fellowship of the Frog), česky 1928, 1936, 1946, 1970 a 1991, kriminální román o rozsáhlém gangu lupičů a vrahů
- Dcery noci (1925, The Daughters of the Night), česky 1929 a 1996
- Záhadná hraběnka (1925, The Strange Countess), česky 1927
- Zloděj mramoru (1925, Mind of Mr. J. G. Reeder), česky 1997
- Černý opat (1926, The Black Abbot), česky 1930, 1971 a 1992, detektivní román z prostředí starého anglického zámku, kde se v noci začne objevovat legendární postava černého opata
- Čtyřhranný smaragd (1926, The Square Emerald), česky 1930 a 1998
- Dům se sedmi zámky (1926, The Door with Seven Locks), česky 1928, 1929 a 1988 jako Dveře se sedmi zámky
- Pen z Polyanthy (1926, Penelope of the Polyantha), česky 1927
- Příběh za milion dolarů (1926, The Million Dollar Story), česky 1929
- Muž z Maroka (1926, The Man from Morocco), česky 1929 a 1997
- Smečka děsu (1926, The Terrible People), česky 1927 a 1992
- Soudný den (1926, The Day of Uniting), česky 1932
- Šprýmař (1926, The Joker), česky 1929 jako Skvělý Harlow, muž vysoké hry, 1992 jako Sprýmař a 1994 jako Vtipálek
- Šťastný klikař (1926, We Shall See!), česky 1992
- Tramp severu (1926, The Northing Tramp), česky 1929 a 2000
- Žlutý had (1926, The Yellow Snake), česky 1928
- Brána zrádců (1927, The Traitors Gate), česky 1929 a 1995
- Brigand (1927, The Brigand), česky 1929
- Číslo šest (1927, Number Six), česky 1929 a 1999
- Člověk nikdo (1927, The Man Who Was Nobody), česky 1929
- Dr. Laffin (1927, The Hand of Power), česky 1929, 1931, 1946 a 1992
- Hrůzný přízrak (1927, The Terror Keep), česky 1931
- Mstitel (1927, The Mixer), česky 1929 a 1993
- Opeřený had (1927, The Feathered Serpent ), česky 1928, 1939, 1947, 1988 a 1992
- Práskač (1927, The Squeaker), česky 1929 a 1992
- Velká noha (1927, The Big Foot), česky 1929
- Dvojník (1928, The Double), česky 1997
- Létající oddíl (1928, The Flying Squad), česky 1928
- Lišák (1928, The Twister), česky 1928
- Maska (1928, The Ringer), česky 1928, 1940 a 1996
- Střelec (1928, The Gunner), česky 1930 a 1998
- Cizí jméno (1929, Man who changed his name), česky 1934
- Červená esa (1929, Red Aces), česky 1932
- Dům na samotě (1929, The Lone House Mystery), česky 1929
- Gumoví muži (1929, The India Rubber Men), česky 1929 a 1939
- Muž, který nikdy neprohrál (1929, The Little Green Man), česky 1995
- Nebezpečná hra (1929, The case of Joe Attymar), česky 1933 a 1993
- Záhadná nálepka (1929, Four-Square Jane), česky 1934, 1994 a 1998
- Zelená stuha (1929, The Green Ribbon), česky 1930
- Zlaté podsvětí (1929, The Golden Hades), česky 1930
- Bílá tvář (1930, White Face), česky 1930
- Kalendář (1930, The Calendar), česky 1932 a 1993
- Slepá ulička (1930, The Lady of Ascot), česky 1931 a 1995
- Stříbrný klíč (1930, The Silver Key), česky 1930
- Ďábel (1931, The Devil Man), česky 1931 a 1995
- Postrach Chicaga (1931, On the Spot), česky 1931, 1940, 1973 a 1991, kriminální román, inspirovaný gangsterským prostředím Chicaga v době prohibice kolem roku 1930, zachycuje činnost podloudnického gangu, který má přátele v nejvlivnějších kruzích a jehož členové si mohou za obrovské peníze vykupovat beztrestnost
- Harry komorník (1931, The Man at the Carlton), česky 1931
- Kapitán (1932, The man who passed), česky 1932 a 1998
- Bones od řeky (1932, Bones of the River), česky jako Bones 1934
- Když gangsteři ovládli Londýn (1932, When the Gangs Came to London), česky 1932, 1946 jako Detektiv z USA 1971 a 1991, kriminální román, mající spád dramatické reportáže, líčí vpád dvou chicagských zločineckých gangů do Londýna
- Sir Peter (1932, Sergeant Sir Peter), česky 1935 jako Hodiny smrti a 1936
- Skleněný trezor (1932, The Treasure House), česky 1932 jako Skleněný tresor, 2000 jako Skleněný trezor
- Vůdce (1932, Guv'nor), česky 1998
- Poděšená lady (1933, The Frightened Lady), česky 1933
- Stevard (1932, The Steward), česky 1932 jako Steward a 1999
- Tři karty (1933, The Green Pack), česky 1935, dle stejnojmenné hry autora napsal Robert Curtis
- Poslední dobrodružství (1934, The Last Adventure), česky 1937 a 1994 jako Přízraky z temnot
- Žena z východu (1934, The Woman from the East), česky 1936 a 1994
- Tlampač (1935, The Mouthpiece), česky 1935, dle stejnojmenné hry autora napsal Robert Curtis
- Začouzená cela (1935, Smoky Cell), česky 1935 a 1998, dle stejnojmenné hry autora napsal Robert Curtis
- Stůl (1936, The Table), česky 1936, dle stejnojmenné hry autora napsal Robert Curtis
- King Kong (1965), literární zpracování filmového scénáře, spoluautoři Merian C. Cooper a Delos W. Lovelace, česky 2005